# Route 211 (Québec)
Pour les articles homonymes, voir Route 211.
La route 211 (R-211) est une route régionale québécoise d'orientation nord/sud située sur la rive sud du fleuve Saint-Laurent. Elle dessert la région administrative de la Montérégie.

## Tracé
Elle débute à son intersection avec la route 137, à Sainte-Cécile-de-Milton, au nord de Granby. Elle se dirige par la suite vers Saint-Valérien-de-Milton. Ensuite, elle croise la limite sud de la municipalité d'Upton, puis se dirige vers Saint-Liboire, sous le nom de Rang Saint-Georges. Elle suit l'axe du rang Saint-Georges jusqu'à Saint-Simon, où elle se termine à la hauteur de l'autoroute 20 et de la route 116, à environ 13 km à l'est de Saint-Hyacinthe.

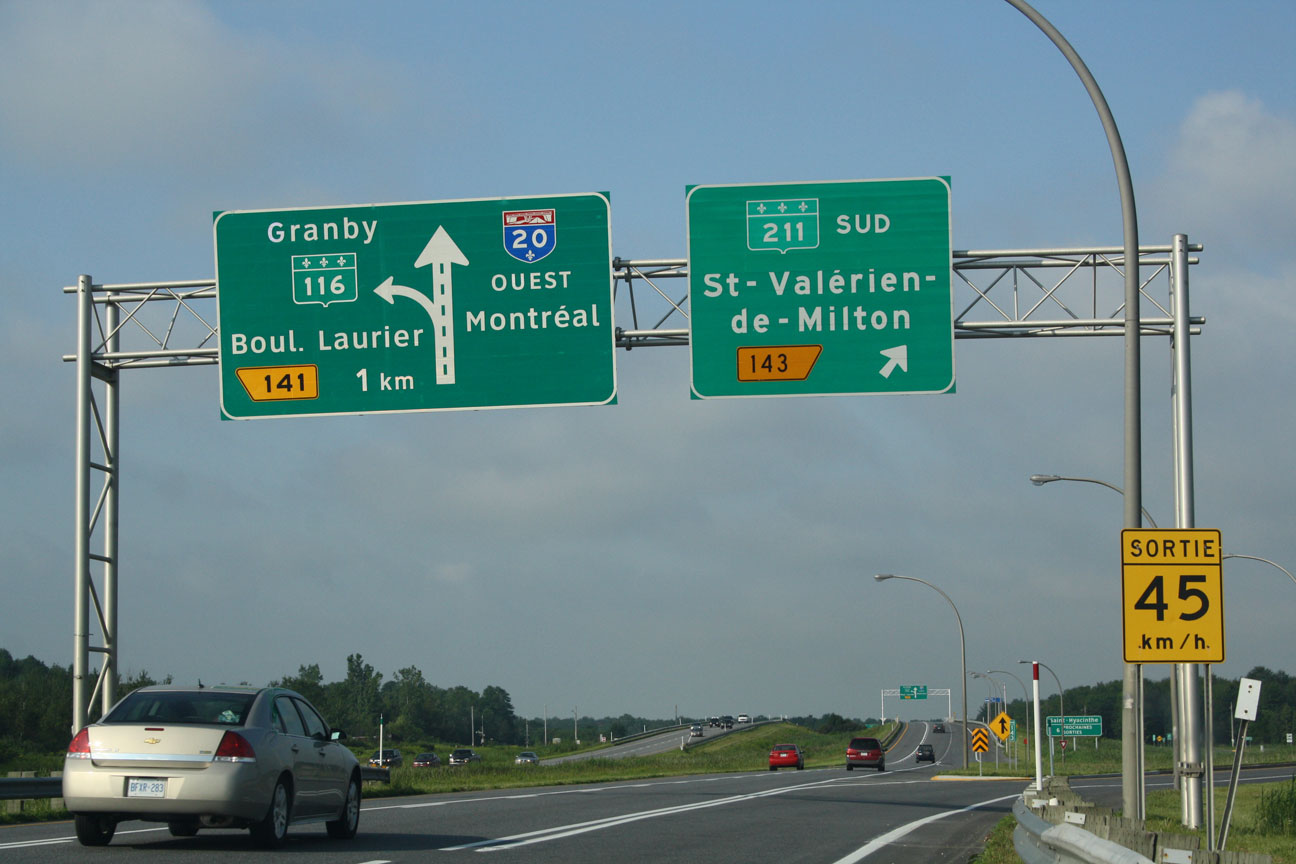
Échangeur avec l'autoroute 20.

## Localités traversées (du sud au nord)
Liste des municipalités dont le territoire est traversé par la route 211, regroupées par municipalité régionale de comté.

### Estrie
La Haute-Yamaska
- Sainte-Cécile-de-Milton

### Montérégie
Les Maskoutains
- Saint-Valérien-de-Milton

Acton
- Upton

Les Maskoutains
- Saint-Liboire
- Saint-Simon

## Intersections majeures
| MRC              | Municipalité            | km    | Destinations                                             | Notes                |
| ---------------- | ----------------------- | ----- | -------------------------------------------------------- | -------------------- |
| La Haute-Yamaska | Sainte-Cécile-de-Milton | 0,00  | R-137 – Sainte-Cécile-de-Milton, Granby, Saint-Dominique |                      |
| Les Maskoutains  | Saint-Simon             | 26,10 | A-20 / R-116 – Montréal, Québec                          | Sortie 143 de l'A-20 |
|                  |                         |       |                                                          |                      |